# Civet de lièvre
Le civet de lièvre est l'un des mets emblématiques du repas gastronomique des Français. Il est cuisiné avec du vin rouge, des lardons, des oignons, des échalotes et des herbes de Provence. Le civet de lièvre devient un lièvre en gibelotte, lorsque sa sauce n'est pas liée au sang.

## Étymologie et spécificité
Le terme « civet » est d'origine occitane. Il dérive de « cive » et « civette », qui nommaient les mets préparés avec des oignons, de l'ail ou de la ciboulette. Contrairement au lapin dont la chair est claire, celle du lièvre est dite noire, car très foncée. Son goût est plus prononcé que celle du lapin.

## Historique

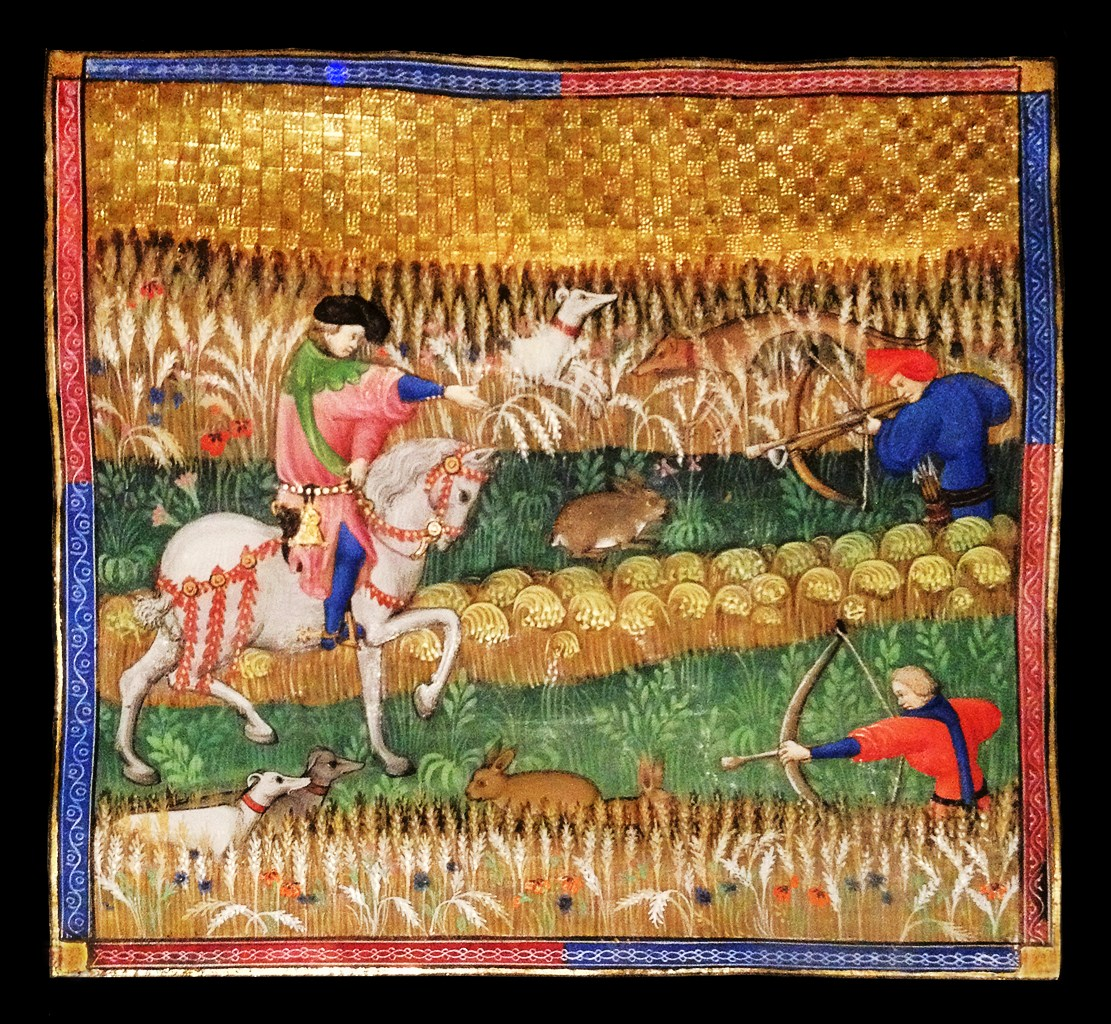
Chasse aux lièvres au temps de Gaston Fébus

Xénophon, dans son traité De la chasse, fait de la chasse au lièvre un des éléments essentiels de l'éducation du jeune Grec. Au Moyen Âge, le lièvre est aussi présent dans Le Traité de la chasse, de Gaston Fébus.
Ce petit gibier a été pendant longtemps la proie favorite des braconniers. Ils utilisaient une méthode simple qui consistait à le repérer au gîte, à déposer devant sa casquette ou son chapeau, et à se mettre face au vent. Le lièvre, curieux, pointait pour reconnaître l'objet déposé sans prêter attention à autre chose. Il se faisait alors facilement tuer.
Pour le consommer : « La viande était préalablement rôtie, puis rissolée dans du saindoux avec des oignons, des épices, du vin et du verjus qui donnent les saveurs acides et épicées si prisées au Moyen Âge, puis liée au pain brûlé pour lui donner son indispensable couleur noire. Au fil des siècles, les épices ont disparu au profit du bouquet garni, du verjus pour du vin blanc et du bouillon, les oignons sont incorporés à la fin de la cuisson, la liaison se fait avec de la farine et le foie broyé et le pain brûlé s'est transformé en croûtons frits. La liaison au sang apparut tardivement. Les interdits alimentaires sur le sang en furent la cause, ainsi que la fragilité du sang qui fait de la liaison une opération technique délicate. »

### Interdits
Le lièvre fut longtemps maudit. Le pape Zacharie, en l'an 751, décréta sa viande impure. Il déclara la bête « lubrique, possédant des vices ignobles qui se transmettraient à l'homme ». Pour la Vox populi, dans certains pays, sa viande est frappée d'impureté car il digère ses aliments en deux temps ; il réabsorbe ses crottes de la première digestion. Durant la période du Moyen Âge, son comportement amoureux choqua les moralistes. 
Il provoqua même des conflits interreligieux jusqu'à une période récente. C'est ce que narre Jean-Moïse Braitberg, qui vécut son enfance en Dordogne chez son papé. Celui-ci hébergeait aussi sa fille protestante et son gendre, un juif polonais. Le jour de la mort de Pie XII, la maman de Jean-Moïse et sa voisine catholique se chipotaient sur les mérites du pontife défunt. Arriva alors l'oncle Hubert, avec un lièvre fraîchement tué. Son but était que son neveu le déguste en civet afin que le sang efface un peu en lui les traces de la mésalliance. Refus de la mal-mariée qui lui récita les principes du Lévitique, cité au chapitre 5 de l'évangile de Matthieu : « Vous tiendrez pour impur le lièvre parce que, bien que ruminant, il n'a pas le sabot fourchu. » Le gamin va rapidement en déduire que si la Loi de Dieu dit que le lièvre est un ruminant, Dieu est mauvais.

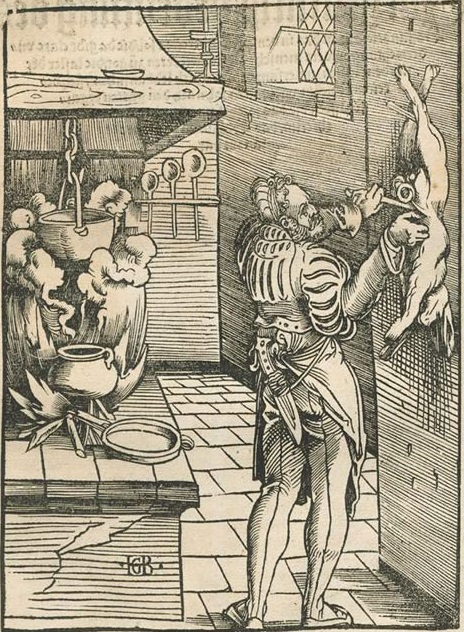
Le civet de lièvre, sermon de Geiler de Kaysersberg.

### Célébration
En dépit de diverses croyances fabuleuses et d'interdits alimentaires, le lièvre a pu rencontrer le civet. Ce gibier, si recherché pour ses propriétés médicinales et la qualité de sa chair, a fait aussi l'objet de nombreux récits le glorifiant.
Jean Geiler de Kaysersberg, prédicateur en fonction de 1478 à 1510, avait l'art de la formule parfois osée, toujours décapante, des mots incisifs et percutants en recourant aux symboles et aux allégories, avec pour but la réforme de l'Église. Le cycle de sermons, intitulé « Le civet de lièvre » (Der Has im Pfeffer), prononcés pour les sœurs dominicaines de Sainte-Catherine de Strasbourg, en 150,2 relève de la même veine. 
Pour Geiler, tout chrétien se doit d'imiter le lièvre en courant pour faire le bien, et en fuyant comme lui la meute de chiens incarnant les esprits mauvais. La comparaison devient encore plus hardie avec le dépiautage du lièvre. Pour le prédicateur, il faut aussi tirer la peau par-dessus les oreilles de tout chrétien pour pouvoir le manger. Cette peau — la richesse, l'orgueil —, empêche la grâce de pénétrer. Mais il reste optimiste, « lorsque toutes ces choses ont été faites, que le civet et le lièvre sont bien préparés, on les met dans deux plats en or et on les porte à la table du roi ; là, ils sont reçus et mangés avec joie. Quand une personne chrétienne authentique est préparée selon les étapes qui viennent d’être dites, elle est élevée par les mains des saints anges dans la félicité éternelle devant la face du roi céleste ; elle est portée entre deux plats de gloire, un pour le corps et un pour l'âme ». 

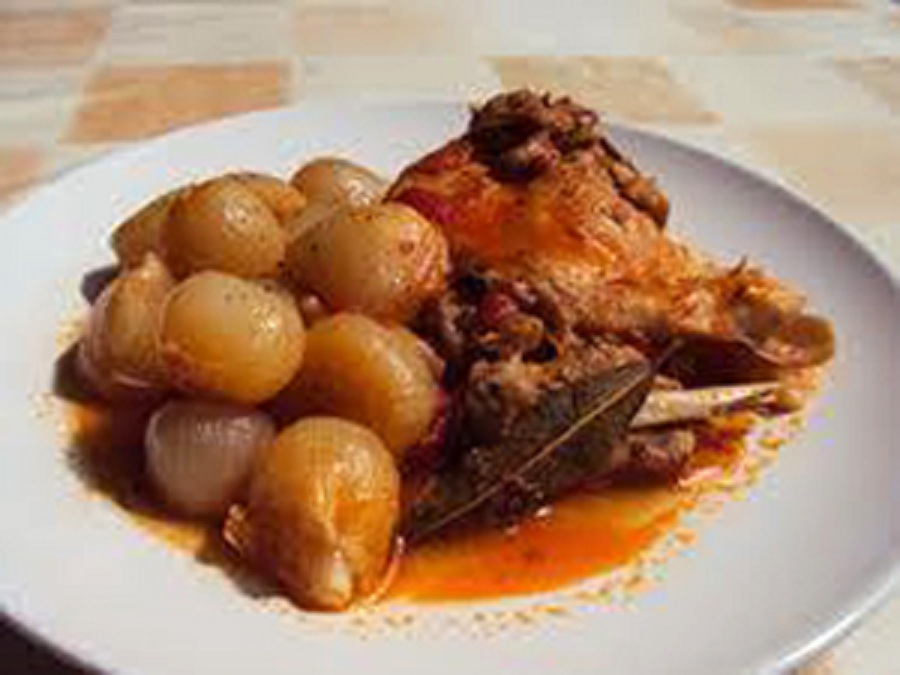
Gibelotte de lièvre

Selon Curnonsky, c'est de la Savoie que nous vient la tradition d'utiliser le sang pour le civet de lièvre. « Ce plat n'a rien de commun avec le civet clair à la parisienne. Quand il est réussi, il peut marcher de pair avec le célèbre lièvre à la royale. » Car un civet de lièvre nécessite une liaison au sang, sinon ce n'est qu'une gibelotte ou un vulgaire ragoût. C'est ce mets que proposait Le Cuisinier françois, de François Pierre de La Varenne, en 1651. Pour faire un civet de lièvre, il était conseillé de « le découper en morceaux et de l'empoter avec du bouillon, puis de le faire bien cuire et l'assaisonner d'un bouquet ; étant à moitié cuit, mettre un peu de vin et passer un peu de farine avec un oignon et fort peu de vinaigre. Servir la sauce verte et promptement ».

## Préparation

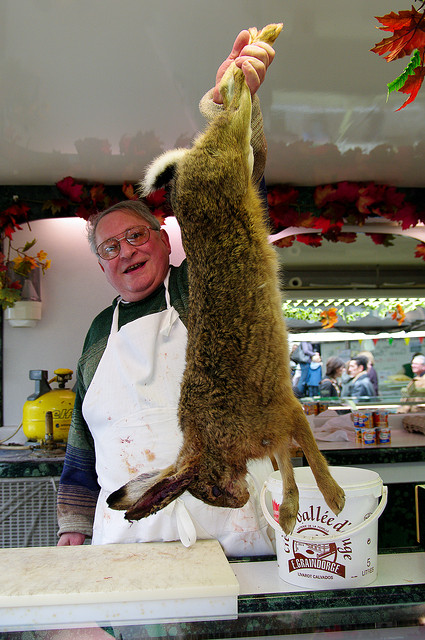
Prémices d'un succulent civet de lièvre

De nos jours, les ingrédients nécessaires sont un lièvre, des lardons, des oignons, des échalotes et des herbes de Provence. Pourtant, en sept siècles, ce mets n'a cessé de se modifier. Au Moyen Âge, sa liaison était faite à base de pain, de verjus, de vinaigre et d'épices. Elle évolua à la Renaissance sous forme de roux, où entraient du vin blanc, des fines herbes et du citron. La recette n'a pris sa forme actuelle qu'au début du XXe siècle, tout en se régionalisant et prenant des aspects multiples, comme l'explique Patrick Rambourg dans la citation ci-dessous extraite de son ouvrage sur l'histoire du civet de lièvre :
« Alors que le civet “à la Française” se codifie, alors que la marinade, malgré l'opposition de certains, s'installe confortablement dans la recette, le plat, dès la deuxième partie du XIXe siècle, se régionalise et intègre des particularités locales. Gustave Garlin, par exemple, propose en 1889 (Le Cuisinier moderne) un civet de lièvre “à la Genevoise” […]. Auguste Escoffier expose également, dans son guide de référence, en plus du civet qu'il définit comme “ordinaire”, un civet de lièvre “à la Flamande”. […]. Celui “à la Lyonnaise” se confectionne quant à lui, […] avec des marrons “étuvés au consommé et glacés”. Enfin le dernier civet qu'il présente, de la mère Jean, se prépare avec des morceaux de lièvre marinés pendant 24 heures au vin rouge et à l'armagnac, lesquels sont ensuite revenus dans un roux fait d'huile d'olive et de lard maigre, mouillés à la marinade avec une garniture d'ail et d'oignons. Le plat est ensuite, après cuisson, lié au sang et à la crème fraîche, puis servi accompagné de cèpes à la provençale. Citons encore le civet de “Gascogne” d'Ali-Bab, où l'animal découpé est revenu dans la graisse d'oie avec du jambon salé, des oignons et de l'ail, mouillé au vin rouge et au bouillon, pour ensuite mijoter pendant huit heures. »

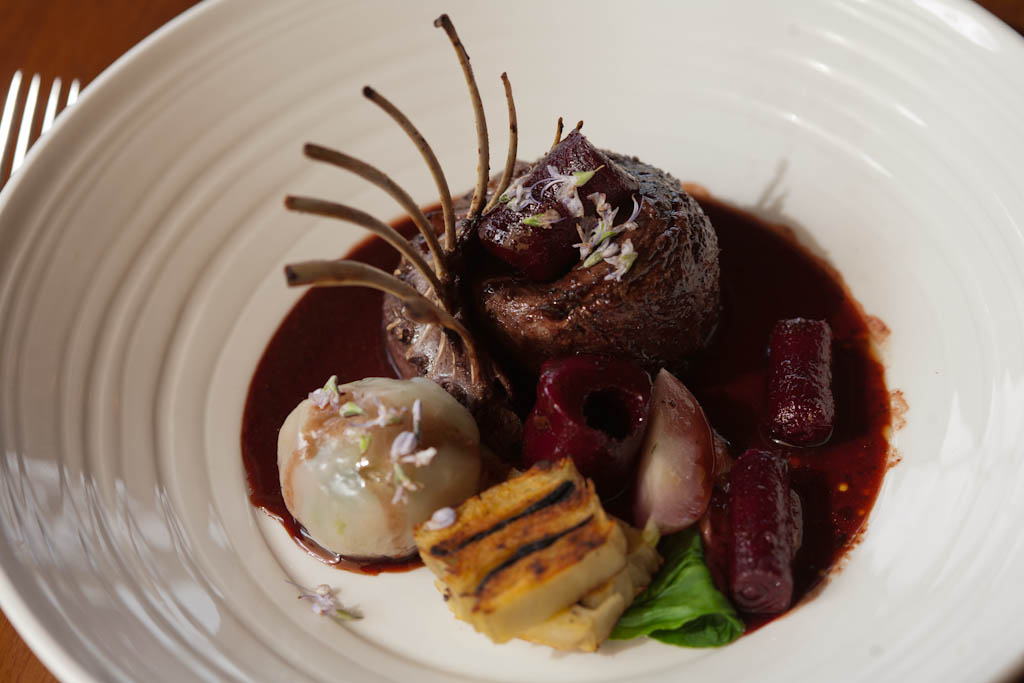
Civet de lièvre présenté en couronne.

Tout l'art du civet réside dans sa préparation, qui doit permettre d'exhaler les saveurs corsées et sauvages du lièvre, tout en apportant à sa viande de la tendreté. D'où l'importance de la marinade au vin rouge, liée avec son sang. Elle demande un vin riche et plein de corps. C'est ce vin qui accompagnera ensuite le mets.
Le lièvre doit macérer une nuit dans sa marinade. Après avoir été égouttés, les morceaux sont saisis à feu vif dans une sauteuse, où se trouvent du lard et des oignons. Le tout est ensuite saupoudré de farine, puis mouillé avec la marinade relevée d'un bouquet garni. L'ensemble doit mijoter environ deux heures. C'est au moment de servir qu'est incorporée une liaison au sang. Pour conserver le sang liquide, il y a été ajouté une peu de sel et de vinaigre. Certains mixent le foie avec le sang avant de procéder à la liaison.

## Accord mets/vin
On sert traditionnellement avec le civet de lièvre un châteauneuf-du-pape, un gigondas, un hermitage, un saint-émilion, un aloxe-corton, un pommard, un chinon ou un minervois,.